# Toit crânien

Ensemble complet des os du toit crânien des tétrapodes, comme on le voit chez le temnospondyle Xenotosuchus.

Le toit crânien, parfois désigné toit du crâne ou os de la toiture du crâne, sont un ensemble d'os recouvrant le cerveau, les yeux et les narines chez les poissons osseux et tous les vertébrés terrestres. Les os sont dérivés des os membraneux et font partie du dermatocrâne.
En anatomie comparée, le terme est utilisé sur le dermatocrâne complet. En anatomie générale, les os de la toiture peuvent se référer spécifiquement aux os qui se forment au-dessus et à côté du cerveau et du neurocrâne (c'est-à-dire à l'exclusion des os marginaux de la mâchoire supérieure tels que le maxillaire et le prémaxillaire), et dans l'anatomie humaine, le toit du crâne se réfère souvent spécifiquement à la calotte.

## Origine

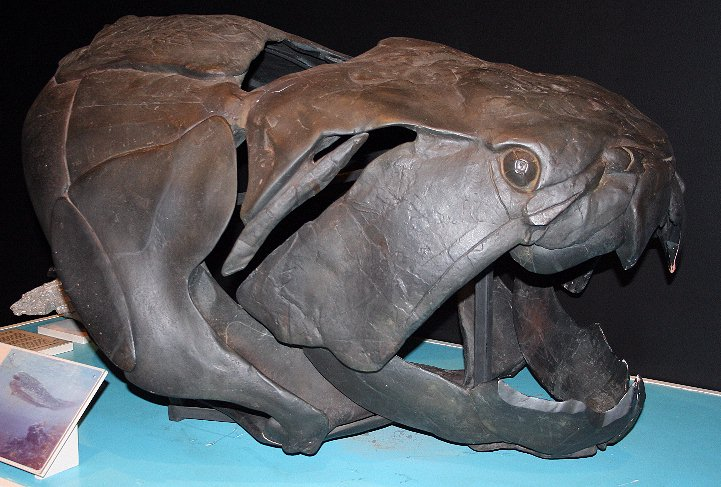
Armure cutanée chez Dunkleosteus, un placoderme.

Les premiers poissons blindés n'avaient pas de crâne dans l'acception commune du mot, mais avaient un endocrâne partiellement ouvert au-dessus, surmonté d'os dermiques formant une armure. Les os dermiques ont progressivement évolué pour devenir une unité fixe recouvrant l'endocrâne comme un « couvercle lourd », protégeant la tête et le cerveau de l'animal par le haut. Les poissons cartilagineux dont le squelette est formé de cartilage n'ont pas d'armure cutanée continue et n'ont donc pas de toit crânien approprié. Un bouclier plus ou moins complet d'os dermiques fusionnés était courant chez les premiers poissons osseux du Dévonien, et particulièrement bien développé chez les espèces d'eau peu profonde.

## Poissons osseux et amphibiens

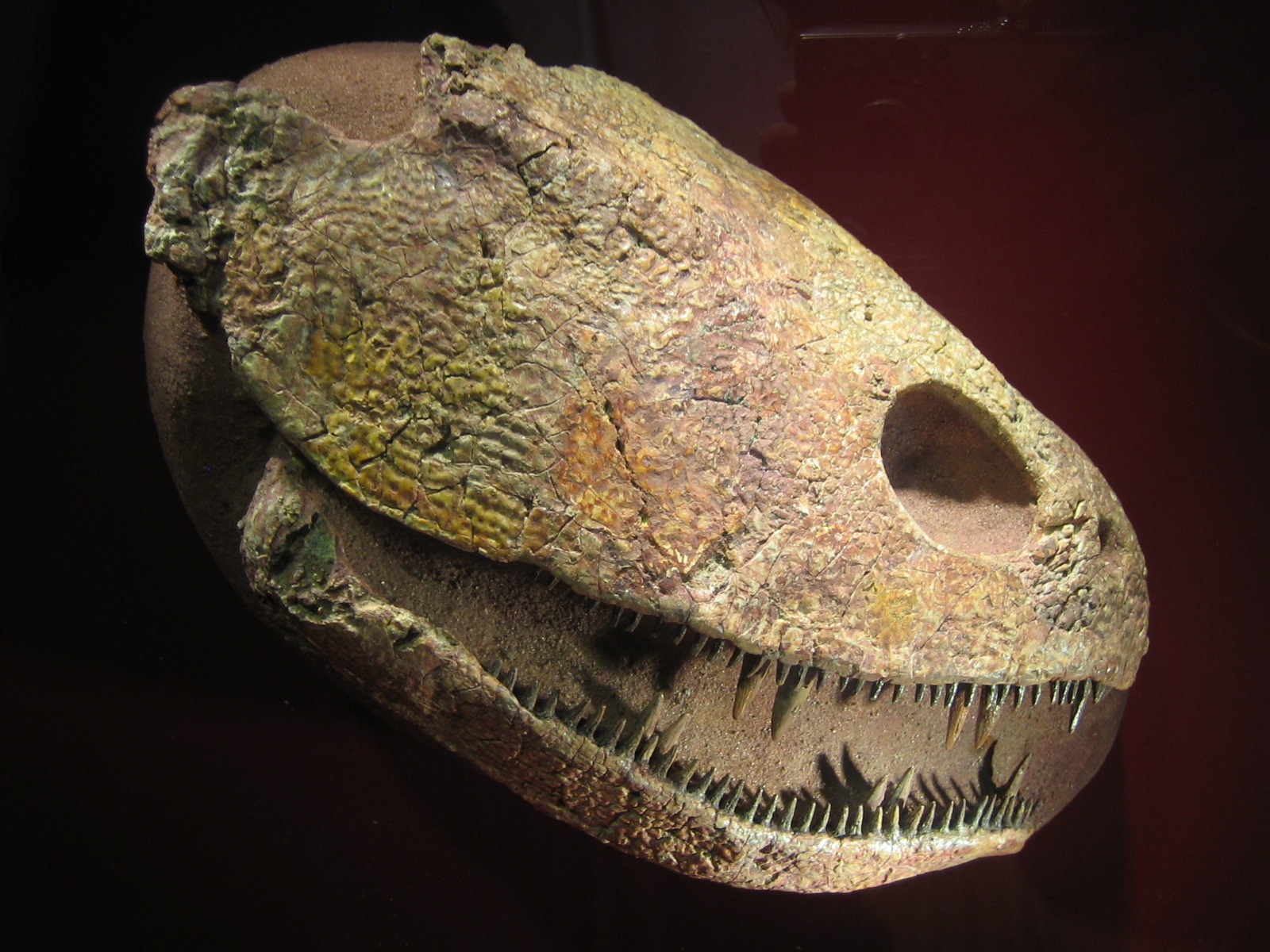
Crâne de Platycephalichthys, un sarcoptérygien. La majeure partie de la toiture au-dessus de la région de la joue est formée par l'opercule.

Chez les premiers sarcoptérygiens, le toit du crâne était composé de nombreuses plaques osseuses, en particulier autour des narines et derrière chaque œil. Le crâne proprement dit était rejoint par les os de l'opercule. Le crâne lui-même était composé de manière assez lâche, avec une articulation entre les os recouvrant le cerveau (les os pariétaux et les os derrière eux) et le museau (l'os frontal, l'os nasal et les os devant et sur les côtés). Cette articulation a disparu chez les labyrinthodontes en évolution, en même temps le nombre d'os a été réduit et l'opercule a disparu.
Chez les grenouilles et les salamandres, le toit crânien est encore plus réduit et présente de grandes ouvertures. Ce n'est que chez les céciliens qu'un toit crânien couvrant complètement peut être trouvé, une adaptation pour creuser.
Le toit crâne des dipneustes est composé d'un certain nombre de plaques osseuses qui ne sont pas facilement comparables à celles trouvées chez les premiers amphibiens. Chez la plupart des poissons à nageoires rayonnées, le crâne est souvent réduit à une série d'éléments lâches, et on ne trouve pas de toit crânien en tant que tel,.

## Labyrinthodontes et premiers reptiles

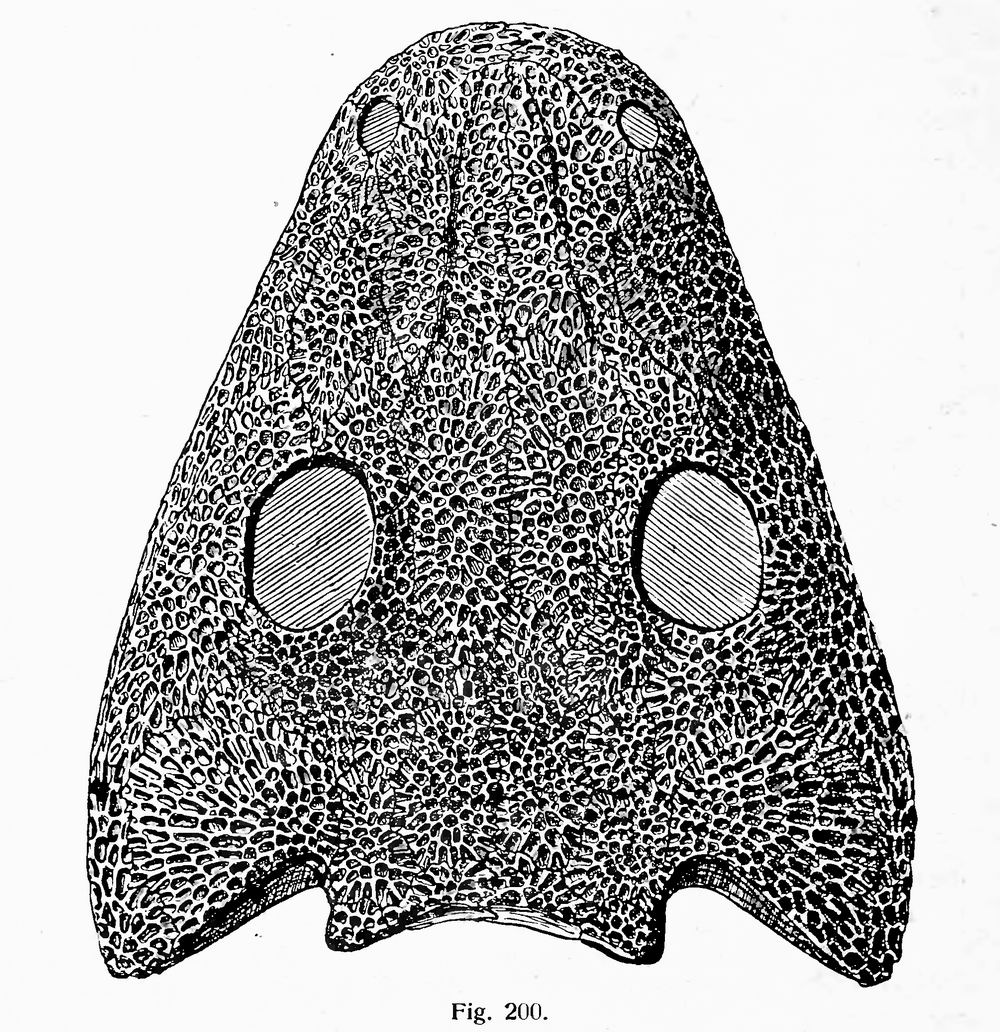
Toit crânien à Chelyderpeton, un labyrinthodonte.

Le modèle de plaques des labyrinthodontes forme cette base pour celle observée chez tous les vertébrés terrestres. Le toit lui-même formait une couverture continue sur l'ensemble de la tête, ne laissant que des ouvertures pour les narines, les yeux et un œil pariétal entre les os pariétaux. Ce type de crâne a été hérité par les premiers reptiles au fur et à mesure qu'ils évoluaient à partir de la souche labyrinthodonte du Carbonifère. Ce type de toit crânien sans aucune ouverture au-dessus derrière les yeux est appelé anapside. Aujourd'hui, les crânes de type anapside ne se trouvent que chez les tortues, bien que cela puisse être un cas de perte secondaire des ouvertures post-orbitales.

## Diapsides et synapsides

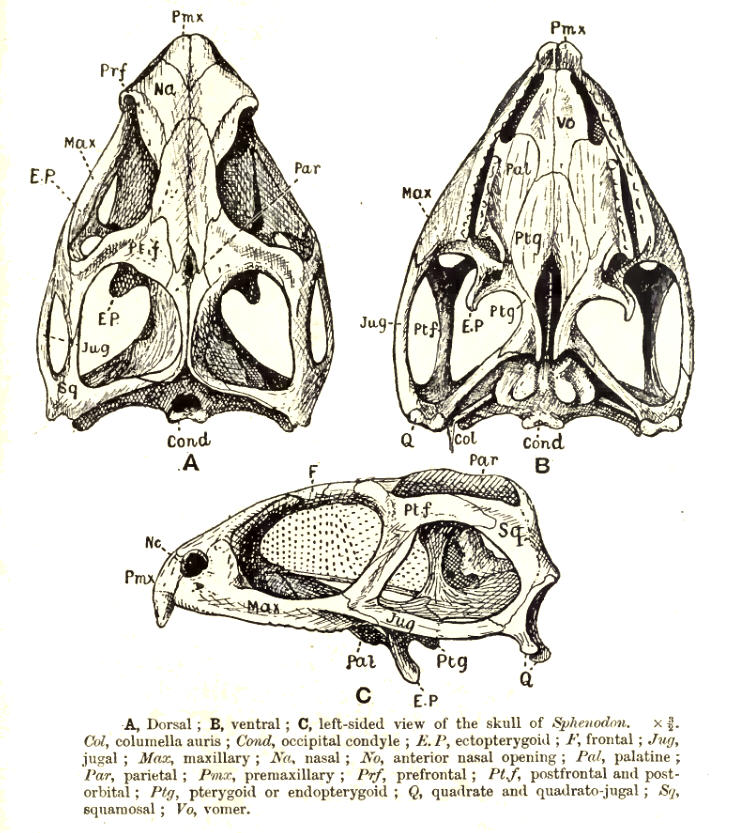
Crâne de Tuatara, montrant les doubles ouvertures derrière l'œil.

Dans deux groupes de premiers amniotes, le toit crânien a évolué après des ouvertures orbitales pour permettre un plus grand mouvement des muscles de la mâchoire. Les deux groupes ont fait évoluer les ouvertures indépendamment :
- Les synapsides ayant une ouverture de chaque côté, assez basse du côté du crâne, entre l'os zygomatique et les éléments du dessus.
- Les diapsides ayant deux ouvertures de chaque côté, les deux ouvertures séparées par un arc formé à partir des processus des os postorbital et squamosal.

Les synapsides inclut les mammifères les représentant apparenté aujourd'hui éteint. Chez les mammifères, l'ouverture latérale est fermée par le sphénoïde, de sorte que le toit crânien apparaît entier, malgré l'ouverture temporale. Tous les autres reptiles (à l'exception peut-être des tortues) et les oiseaux sont des diapsides.